# Miombomes
Miombomes (Melaniparus griseiventris) är en fågel i familjen mesar inom ordningen tättingar.

## Utseende och läte
Miombomesen är en typisk mes, med mönster i svart, vitt och grått. Den svarta haklappen fortsätter ner som en linje mitt på undersida. Både ving- och stjärtpennor är vitkantade. Den överlappar med liknande akaciamesen, men har ljusare vingar och undersida. Bland lätena hörs typiska "dree di-di-di" liksom andra visslande och pratsamma läten.

## Utbredning och systematik
Miombomesen förekommer i Angola, Zambia, sydöstra Demokratiska republiken Kongo, Tanzania, Zimbabwe och Moçambique. Den behandlas som monotypisk, det vill säga att den inte delas in i några underarter.

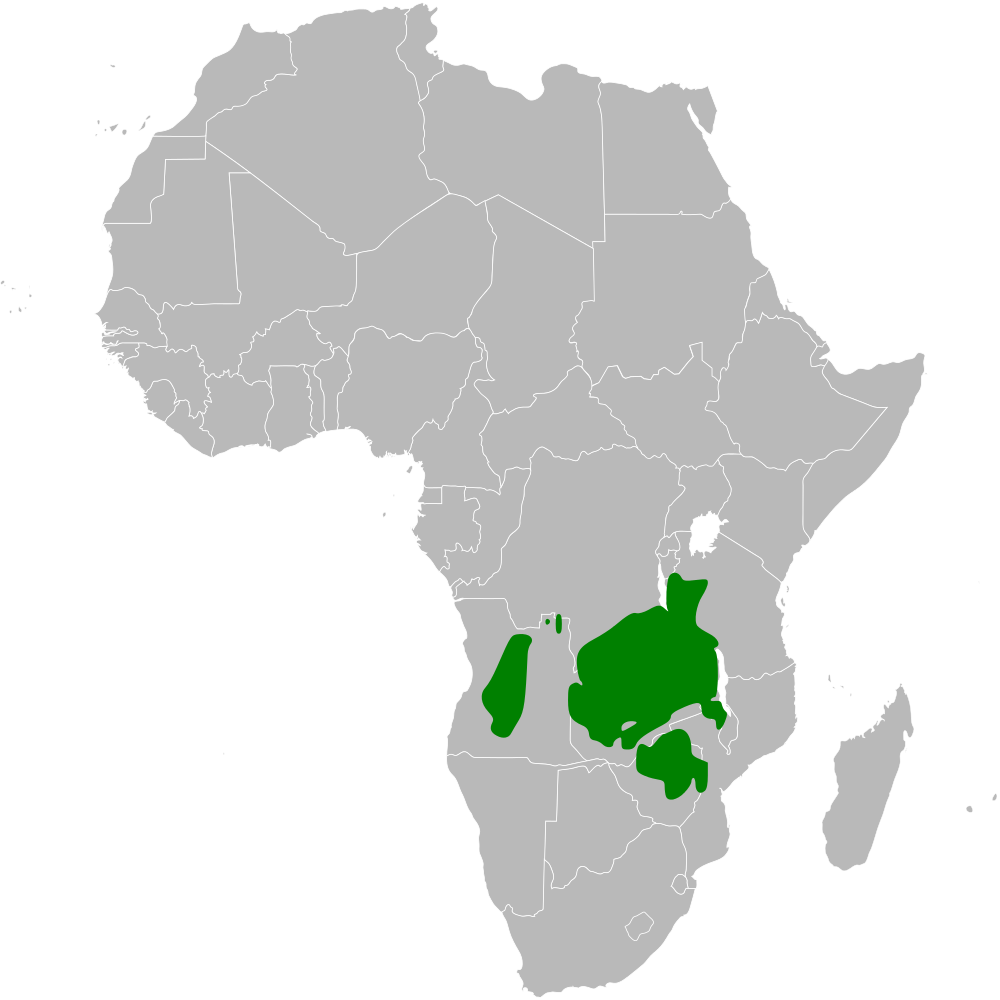
Miombomesens utbredningsområde.

### Släktestillhörighet
Miombomesen placerades tidigare liksom övriga mesar i Afrika i släktet Parus, men har lyfts ut till det egna släktet Melaniparus efter genetiska studier från 2013 som visade att de utgör en distinkt utvecklingslinje.

## Levnadssätt
Arten hittas i miomboskogar. Den ses vanligen i par eller smågrupper och slår gärna följe med kringvandrande artblandade flockar. Födan är rätt dåligt känd, men tros bestå av små ryggradslösa djur och larver.

### Häckning
Fågeln häckar mellan augusti och december, i ett trädhål uthackat av en hackspett eller en barbett, eller ett hål i en vägg, termitbo eller marken. Däri lägger den tre till fem ägg.

## Status och hot
Arten har ett stort utbredningsområde och en stor population med stabil utveckling och tros inte vara utsatt för något substantiellt hot. Utifrån dessa kriterier kategoriserar internationella naturvårdsunionen IUCN arten som livskraftig (LC). Världspopulationen har inte uppskattats men den beskrivs som frekvent till vanligt förekommande.

## Namn

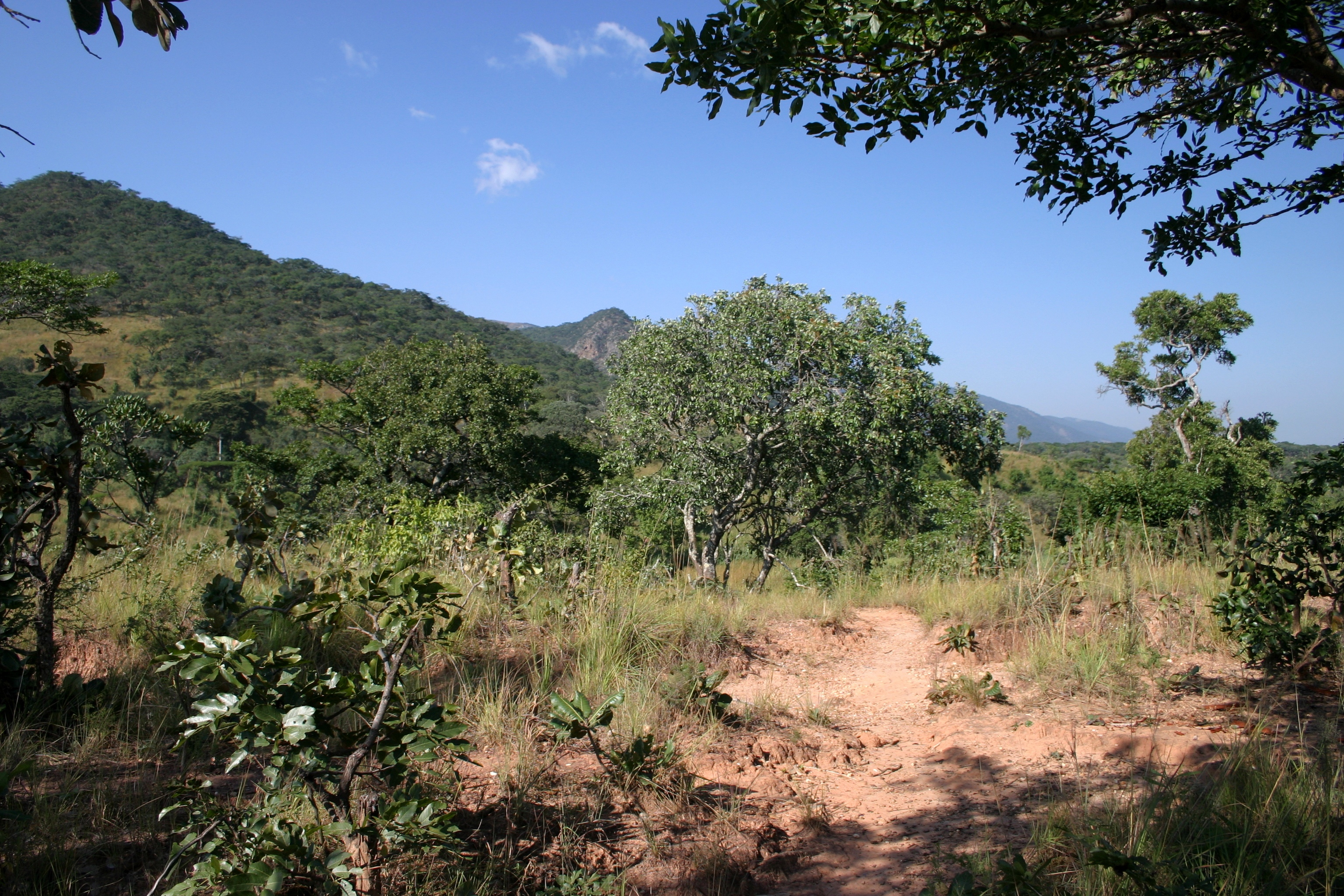
Fågeln är uppkallad efter skogstypen miombo där den förekommer.

Miombo är swahili för trädsläktet Brachystegia som omfattar ett stort antal arter, vilka bildar en öppen skog eller ett savannlandskap i södra Centralafrika. Miombo är också en beteckning för denna vegetationstyp som dominerar inom stora delar av området.